# オーストリアの大学一覧
オーストリアの大学一覧（オーストラリアのだいがくいちらん）。

## 一覧

### ブルゲンラント州

#### 私立大学
- 欧州平和大学

#### 応用科学大学
- ブルゲンラント州立応用科学大学

### カリンシア州

#### 連邦大学
- クラーゲンフルト大学

#### 応用科学大学
- ケルンテン応用科学大学

### ニーダーエスターライヒ州

#### 継続教育のための大学
- ドナウ大学クレムス

#### 私立大学
- ベネディクト10世哲学神学大学
- ドナウ・クレムス私立大学
- 新造形大学
- クレムスのカールランドシュタイナー健康科学大学
- ザンクト・ペルテンにあるベルタ・フォン・サットナー私立大学

#### 応用科学大学
- クレムスIMC応用科学大学
- ウィーナー・ノイシュタット応用科学大学
- ザンクト・ペルテン応用科学大学
- テレジア陸軍士官学校（Theresianische Militärakademie）

#### 大学院大学
- オーストリア科学技術研究所

### ザルツブルク州

#### 連邦大学
- ザルツブルク大学

- モーツァルテウム大学ザルツブルク

#### 私立大学
- パラケルスス医科大学
- Alma Mater Europaea
- ジーブルグ・シュロス私立大学

#### 応用科学大学
- ザルツブルク応用科学大学

### シュタイアーマルク州

#### 連邦大学
- グラーツ大学
- グラーツ工科大学
- グラーツ医科大学
- レオーベン大学
- グラーツ国立音楽大学

#### 応用科学大学
- FH Joanneum
- キャンパス02応用科学大学

#### その他の職業大学
- シュタイアーマルク教育大学

### チロル州

#### 連邦大学
- インスブルック大学
- インスブルック医科大学

#### 私立大学
- UMIT

#### 応用科学大学
- クーフシュタイン応用科学大学
- MCIマネジメントセンターインスブルック
- インスブルックのFHGesundheit

### オーバーエスターライヒ州

#### 連邦大学
- ヨハネス・ケプラー大学リンツ
- リンツ工科造形大学

#### 私立大学
- カトリック私立大学リンツ
- アントン・ブルックナー私立大学

#### 応用科学大学
- オーバーエスターライヒ応用科学大学

### ウィーン州

#### 連邦大学
- ウィーン大学
- ウィーン工科大学
- ウィーン医科大学
- ウィーン経済商科大学
- ウィーン美術アカデミー
- ウィーン応用芸術大学
- ウィーン自然資源生命科学大学
- ウィーン国立音楽大学
- ウィーン獣医学大学

#### 私立大学
- ジャム・ミュージック・ラボ
- ウィーン市立音楽芸術大学
- シグムンド・フロイト大学ウィーン
- Modul大学ウィーン
- ウェブスター・ウィーン私立大学
- 中央ヨーロッパ大学

#### 応用科学大学
- Fachhochschule des bfi Wien
- ウィーン技術応用科学大学
- FHキャンパスウィーン
- FHWien
- ローダービジネススクール
- フェルディナント・ポルシェ・ファーンFH-Studiengänge

### フォアアールベルク

#### 応用科学大学
- フォアアールベルク応用科学大学